# Bartholomäuskirche (Krakau)
Die Bartholomäuskirche (polnisch Kościół św. Bartłomieja) in Krakau ist eine kleine katholische Barockkirche an der ul. Komandosów 25 im Stadtteil Dębniki südlich des Burgbergs Wawel auf der rechten Weichselseite.

## Geschichte
Die Kirche wurde von Ludwik Mikołaj Grabiański 1694 errichtet. Sie wurde für die Adelsfamilie Grabiański gebaut. Ab 1702 ging sie an die Adelsfamilie Luxarowicz und ab 1726 an die Lazaristen. Die Pfarrei wurde 1779/1782 errichtet. Derzeit wird sie wieder als Pfarrkirche genutzt.